# Bucculatrix eupatoriella
Bucculatrix eupatoriella är en fjärilsart som beskrevs av Braun 1918. Bucculatrix eupatoriella ingår i släktet Bucculatrix och familjen kronmalar. Inga underarter finns listade i Catalogue of Life.